# Борисов, Иван (горнолыжник)
Ива́н Бори́сов (род. 4 марта 1979, Фрунзе) — киргизский горнолыжник. Участник зимних Олимпийских игр 2006 года.

## Биография
Иван Борисов родился 4 марта 1979 года в городе Фрунзе (сейчас Бишкек).
В 2006 году вошёл в состав сборной Кыргызстана на зимних Олимпийских играх в Турине. В слаломе по итогам двух заездов показал результат — 2 минуты 30,61 секунды, но за нарушения во втором заезде был дисквалифицирован. В гигантском слаломе занял  41-е место, показав результат 3.37,10 и уступив 1 минуту 2,10 секунды победителю Бенджамину Райху из Австрии. Был единственным спортсменом Кыргызстана на Олимпиаде, знаменосцем на церемониях открытия и закрытия.
Шесть раз участвовал в чемпионатах мира по горнолыжному спорту (2003, 2005, 2007, 2009, 2015, 2017). Лучший результат в слаломе показал в 2009 году (55-е места), в гигантском слаломе — в 2007 году (56-е место).
Высшее достижение Борисова на международных соревнованиях — 21-е место в слаломе на турнире в Чанчуне.